# Anastasiya Dolgova
Anastasiya Serguéyevna Dolgova (en ruso: Анастасия Сергеевна Долгова; Sebastopol, Ucrania, 14 de febrero de 2000) es una deportista rusa que compite en piragüismo en la modalidad de aguas tranquilas. Ganó tres medallas en el Campeonato Mundial de Piragüismo, en los años 2021 y 2024.

## Palmarés internacional
| Campeonato Mundial | Campeonato Mundial      | Campeonato Mundial | Campeonato Mundial |
| Año                | Lugar                   | Medalla            | Competición        |
| ------------------ | ----------------------- | ------------------ | ------------------ |
| 2021               | Copenhague (Dinamarca)  | Medalla de oro     | K2 200 m           |
| 2024               | Samarcanda (Uzbekistán) | Medalla de oro     | K2 200 m           |
| 2024               | Samarcanda (Uzbekistán) | Medalla de plata   | K1 200 m           |